# غاستون موسكين
غاستون موسكين (بالإيطالية: Gastone Moschin)‏ هو ممثل إيطالي، ولد في 8 يونيو 1929 في إيطاليا، وتوفي بنفس المكان في 4 سبتمبر 2017 بسبب قصور كلوي. من الجوائز التي نالها ناسترو دي أرجنتو ‏.

## أعمال

### أفلام
- (1970) الملتزم
- (1974)  الجزء الثاني[6][7][8]
- (1981) أسد الصحراء

## جوائز
- ناسترو دي أرجنتو [الإنجليزية]‏

## وصلات خارجية
- غاستون موسكين على موقع IMDb (الإنجليزية)
- غاستون موسكين على موقع روتن توميتوز (الإنجليزية)
- غاستون موسكين على موقع ألو سيني (الفرنسية)
- غاستون موسكين على موقع أول موفي (الإنجليزية)
- غاستون موسكين على موقع قاعدة بيانات الأفلام السويدية (السويدية)
- غاستون موسكين على موقع ديسكوغز (الإنجليزية)
- غاستون موسكين على موقع قاعدة بيانات الفيلم (الإنجليزية)
- غاستون موسكين على موقع كينوبويسك (الروسية)